# Nicholas Hawksmoor

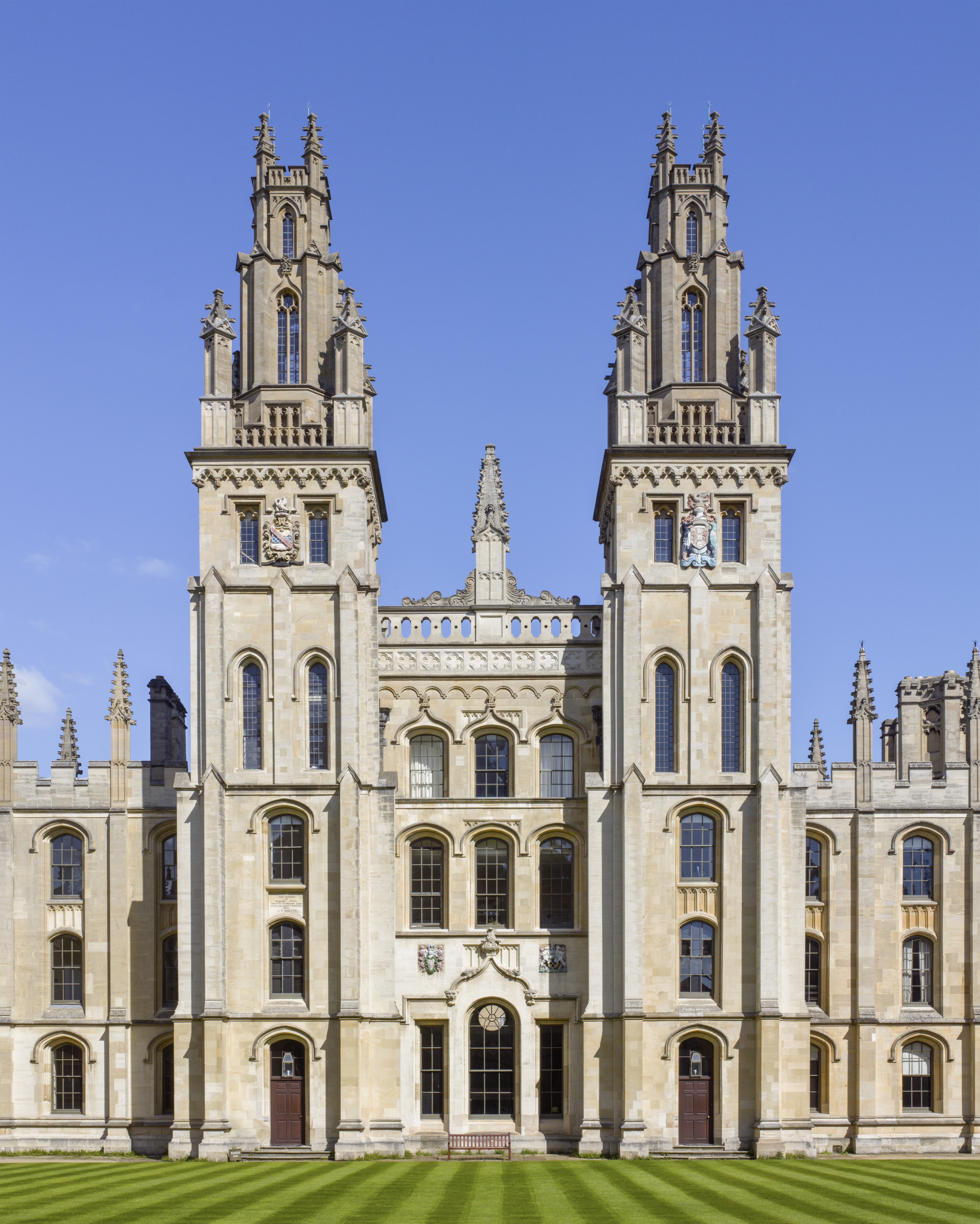
I fabbricati dell'All Souls' College a Oxford

Nicholas Hawksmoor (Nottinghamshire, 1661 circa – Millbank, 25 marzo 1736) è stato un architetto inglese, considerato uno dei maggiori interpreti del barocco inglese insieme a Christopher Wren.

## Biografia
Nicholas Hawksmoor nacque nel Nottinghamshire (non si sa se a East Drayton o Ragnall) nel 1661 in una famiglia di piccoli proprietari terrieri. Della sua formazione non si conosce molto, anche se probabilmente giunse ad acquisire proprietà alfabetiche di base; rivelò, inoltre, un'intensa vocazione per l'architettura che dovette impressionare Christopher Wren, uno dei maggiori architetti del periodo. Il Wren, impressionato dal «precoce talento e genio» di Hawksmoor, lo assunse come commesso quando egli non aveva che diciotto anni. Fu grazie al benefico influsso di Wren che Hawksmoor eseguì un cospicuo numero di appunti e abbozzi grafici su edifici vari a Nottingham, Coventry, Warwick, Bath, Bristol, Oxford e Northampton, proprio per perfezionare le sue doti architettoniche.
Dal 1684 in poi Hawksmoor, inizialmente semplice discepolo di Wren, ne divenne un fattivo collaboratore: entrambi infatti lavorarono unitamente in numerosi progetti di edifici, fra i quali citiamo il Chelsea Hospital, la cattedrale londinese di San Paolo, Hampton Court e il Greenwich Hospital. Dopo una breve eclissi subita con la nomina di William Benson a nuovo Surveyor, Hawksmoor consolidò la propria fama lavorando al fianco di John Vanbrugh nelle importanti imprese di Blenheim Palace e di Castle Howard.
Verso il 1700 Hawksmoor si affermò come uno degli esponenti più significativi del barocco inglese: tra i progetti maggiori che lo impegnarono nella maturità vi furono quelli relativi alle università di Oxford e Cambridge. Per l'accademia oxoniense Hawksmoor progettò il Clarendon Building, il prospetto del Queen's College sulla High Street, la Codrington Library e diversi fabbricati per l'All Souls College. Notevole fu il progetto per la Radcliffe Camera, una grandiosa biblioteca a pianta circolare da erigersi davanti alla chiesa di St Mary the Virgin: la sua morte, tuttavia, gli impedì di concretizzare il progetto, che pertanto rimase sulla carta. A Cambridge completò il King's College, mentre a Londra sovrintese la costruzione di ben cinquanta chiese, realizzandone però solo sei (St. Alfege, Greenwich; St. George in the East; St. Anne, Limehouse; Christ Church, Spitalfield; St. Mary Woolnoth; St. George, Bloomsbury). Nicholas Hawksmoor, infine, morì il 25 marzo 1736 a Millbank, stroncato da una gotta allo stomaco.

## Stile
Di seguito riportiamo il commento dell'Enciclopedia Treccani: